# Frances Starr
Frances Grant Starr (6 de junio de 1881 – 11 de junio de 1973) fue una actriz estadounidense que trabajó en obras teatrales, películas y en series de televisión.

## Primeros años
Starr era hija de Charles Edward Starr y Emma (née Grant). También tenía dos media hermanas, y su padre murió cuando ella era una niña.

## Carrera
Starr empezó a trabajar en obras teatrales en 1901 en una sociedad anónima en Albany, Nueva York, donde Lionel Barrymore y Alison Skipworth eran miembros. En 1906 firmó un contrato con David Belasco y apareció interpretando un papel menor juntó con David Warfield en The Music Master.
En noviembre de 1906 apareció junto con Jane Cowl en The Rose of the Rancho. En 1909 logró protagonizar la producción de Belasco The Easiest Way. Starr continuó teniendo popularidad en obras de teatro como The Case of Becky (1912) y Shore Leave (1922). Varias de las obras que protagonizó fueron adaptadas a películas mudas, que varias veces eran distribuidas por Famous Players-Lasky.[cita requerida]
Interpretó a Nancy (Voorhees) Townsend, la madre agraviada en Five Star Final (1931), una de las primeras películas sonoras sobre la corrupción en los periódicos. La película fue la segunda película sonora de las 3 películas sonoras donde hizo una aparición. Por último, apareció en This Reckless Age (1932) protagonizada por Buddy Rogers y Richard Bennett. En televisión, Starr apareció en Studio One, Omnibus, Kraft Television Theatre y en otros programas.[cita requerida]
Las apariciones de Broadway de Starr incluyeron The Ladies of the Corridor (1953), The Sacred Flame (1952), The Long Days (1951), The Young and Fair (1948), Claudia (1941), The Good (1938), Field of Ermine (1935), Lady Jane (1934), Moor Born (1934), The Lake (1933), Diplomacy (1928), Immoral Isabella? (1927), The Shelf (1926), Shore Leave (1922), The Easiest Way (1921), One (1920), Tiger! Tiger! (1918), Little Lady in Blue (1916), Marie-Odile (1915), The Secret (1914), The Secret (1913), The Case of Becky (1912), The Easiest Way  (1909), The Rose of the Rancho (1906), Gallops (1906), y Nell Gwyn (1901).

## Vida personal
Los matrimonios de Starr con el artista William Haskell Coffin y el banquero R. Golden Donaldson terminaron en dirvocio. Y quedó viuda tras la muerte de su tercer esposo, el abogado Emil C. Wetten.

## Muerte
Starr murió en su casa en Nueva York el 11 de junio de 1973 a los 92 años.

## Filmografía
- Tiger Rose (1923) como Papel menor
- The Star Witness (1931) como Ma Leeds
- Five Star Final (1931) como Nancy 'Voorhees' Townsend
- This Reckless Age (1932) como Eunice Ingals
- Ford Theatre Hour (1949, Serie de televisión) como Margaret 'Marmee' March
- Hallmark Hall of Fame (1952, Serie de televisión) como Anna Warner
- Crime Photographer (1952, Serie de televisión)
- Studio One (1952-1953, Serie de televisión) como Mrs. Fairfax
- Omnibus (1953, Serie de televisión) como Madre (segmento de "The Sojourner")
- Love Story (1954, Serie de televisión)
- Center Stage (1954, Serie de televisión)
- Mr. Citizen (1955, Serie de televisión) como Sophie Farnham
- Kraft Television Theatre (1955, Serie de televisión) como Nora
- The Philco-Goodyear Television Playhouse (1955, Serie de televisión)